# Takashi Kiyama
Takashi Kiyama (木山 隆之 Kiyama Takashi?), född 18 februari 1972 i Hyōgo prefektur, är en japansk före detta fotbollsspelare.
Kiyama började sin karriär 1994 i Gamba Osaka. 1998 flyttade han till Consadole Sapporo. Efter Consadole Sapporo spelade han för Mito HollyHock. Han avslutade karriären 2002.